# Parque Robert Allerton
El Parque Robert Allerton en inglés: Robert Allerton Park, es un parque, jardín botánico, arboreto, zona natural preservada, y centro de conferencias de 614 hectáreas (1,517 acres), en Willow Branch Township, Illinois., cerca de Monticello en el tramo alto del río Sangamon. 
La casa señorial del parque "The Farms" (Las Granjas) fueron diseñadas y construidas por el heredero industrial, artista, coleccionista de arte y diseñador de jardines Robert Allerton y su hijo adoptivo John Gregg Allerton, que donó el complejo a la Universidad de Illinois en 1946. El Allerton Natural Area incluida en el parque es un Hito natural nacional. 
En el año 2007, el parque fue visitado por unos 100.000 visitantes. Se ha descrito como una vasta pradera que se convirtió en una tierra de fantasía personal con estatuas neoclásicas, el arte del Lejano Oriente y Europa en los enormes jardines que rodean una mansión de estilo Georgian-Revival".

## Localización
Robert Allerton Park, Willow Branch Township, Piatt county, Illinois 62026 Estados Unidos de América. Generalmente abierto al público todos los días, pagando una tarifa de entrada.

## Historia
Robert Allerton (1873–1964) era heredero de una fortuna bancaria y depósitos de Chicago creada por su padre, Samuel Allerton (1828-1914), uno de los fundadores de la Union Stock Yards de Chicago. Robert Allerton y su hijo adoptivo, John Gregg Allerton (1899-1986), transformaron su casa de campo', "The Farms", en una "finca escaparate" del Illinois central, con una actividad que culmina en la década de 1920 y principios de 1930.
Allerton también estableció lazos con la Universidad de Illinois. En 1919, mientras Allerton vivía en "The Farms", fue consultado por la Universidad con vistas a formar parte de la Comisión de Planificación del Campus. Esta asociación continuó hasta la finalización del Plan Maestro de 1923, de la zona al sur del Auditorio. En 1926, estableció las Becas Allerton en arquitectura americana. Anualmente, invitó a "The Farms" a los estudiantes que se graduaron en arquitectura y arquitectura del paisaje.

## Regalo a la Universidad de Illinois
Después de la Gran Depresión, y la Segunda Guerra Mundial, en los Estados Unidos los impuestos federales sobre la renta hicieron más difícil la administración y el mantenimiento de las casas señoriales tal como The Farms, los Allerton se trasladaron a Allerton Garden, Kaua'i , Hawái, en 1946, después de la cesión de sus propiedades en el condado de Piatt a la Universidad de Illinois. A la vez, los impuestos sobre la tierra de los Allerton representaron una quinta parte de todos los ingresos fiscales para apoyar la obra pública en el municipio de Willow Branch Township. La universidad, sin embargo, pleiteó su obligación de pagar los impuestos sobre la propiedad, citándose a sí misma como una organización sin fines de lucro, institución exenta de impuestos estatales. El municipio, no queriendo perder una parte significativa de sus ingresos protestó a esta alegación. 
La Universidad fue encontrada en 1949 estar en morosidad sin pagar impuestos de bienes raíces. Una posterior sentencia de la Corte Suprema de Illinois resolvió la cuestión: la Universidad haría un pago anual en lugar de impuestos al condado de Piatt. El parque público y la superficie boscosa están en la actualidad libres de impuestos, y solo las tierras de cultivo generador de ingresos y acreedor de impuestos hacen un pago anual en lugar de impuestos al condado de Piatt.
Cuando se traspasó a la Universidad el 14 de octubre de 1946, la finca de 5.500 hectáreas valía aproximadamente $ 1.3 millones. Ajustado a la inflación subyacente, sería un valor de casi $ 14 millones de los dólares de 2011.
La finca fue dividida lógicamente en tres áreas. La principal área de 1.500 hectáreas, originalmente conocida como la propiedad Woodland Property (Propiedad del Bosque), pasó a llamarse Robert Allerton Park. Una pequeña área de terreno situada al norte de la zona del Parque se empezó a utilizar para el "Illinois 4-H Memorial Camp" y sus programas recreativos relacionados. Por último, la tercera área más grande y componiendo 3.775 acres de tierra en ocho granjas diferentes, todas al norte del río Sangamon son cultivadas por arrendatarios y la renta se utiliza para apoyar el resto del parque.
Allerton fue un filántropo durante la mayor parte de su vida. Actualmente, tanto el "Robert Allerton Park" como el "Allerton Garden" están abiertos al público. Allerton también hizo importantes regalos y legados al Honolulu Museum of Art y el Art Institute of Chicago.

## Jardines
Los jardines de Allerton Park consisten en un jardín formal de 1/4 millas de longitud (0,4 km), y un paseo de 11/4 millas de longitud (2 km) con esculturas que se extiende hacia el oeste desde el extremo del jardín formal. Los jardines incorporar numerosas piezas de esculturas y ornamentos.

### Jardín de Leones de Fu
Este jardín, ofrece un despliegue de 22 estatuas de Leones de Fu en porcelana azul en frente de abetos blancos, fue comisionado originalmente en 1932 para mostrar la colección de Allerton de las estatuas de cerámica. El punto focal del jardín son estas 22 estatuas montadas sobre pedestales de hormigón. De pie detrás de los pedestales se oponen a las filas de abetos, que forman frontera exterior del jardín. Para permitir que pase la luz solar suficiente para llegar al jardín, los bosques de los alrededores se redujeron aproximadamente 100 pies. Al norte de este jardín se encuentra la Casa de los budas de oro, una locura, que permite una vista aérea del jardín.

### Jardín de Hierbas

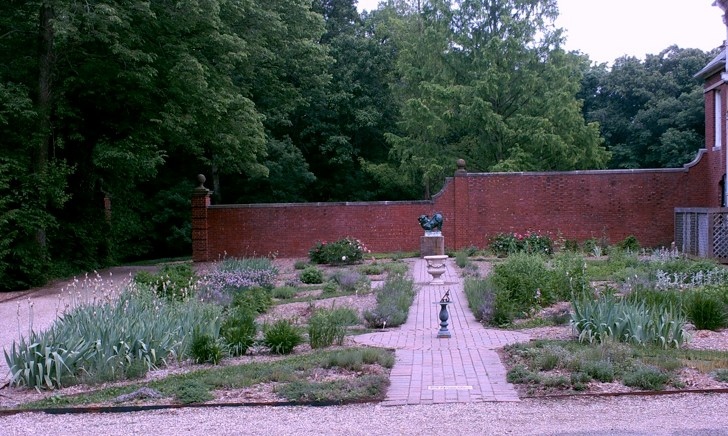
El jardín de Hierbas

Situado detrás del establo, el jardín de hierbas se caracteriza por su intenso color verde de muchas hierbas y varias estatuas de leones fu.

### Jardín con muro

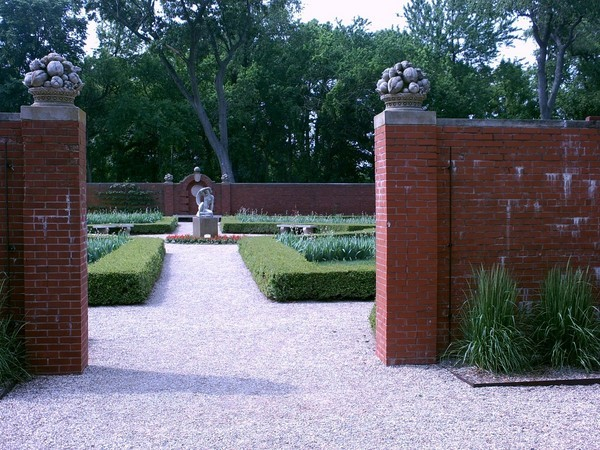
El jardín con muro.

Es el jardín más antiguo en la finca de Allerton, el "Walled Garden" fue construido en 1902 y se caracteriza por estar rodeado de altas paredes de ladrillo rojo. Cuenta en su centro con la escultura de la muchacha con una bufanda.
Debido a la decadencia de la mampostería, el jardín fue restaurado en el verano de 2010. Gran parte de las paredes fueron demolidas y reconstruidas por completo. Se hicieron caminos nuevos, incluyendo una rampa de silla de ruedas según la normativa ADA, así mismo se pusieron nuevas plantas, flores y otros elementos del paisaje.

### Jardín del parterre triangular
Este jardín se define por sus altos árboles de hoja perenne y flores dispuestas en parterres con diseños en diamantes y triángulos. Se conecta a los jardines de las peonías y los escondidos en su extremo.

### Jardín de las Peonías
Este jardín fue diseñado para mostrar casi 70 variedades de Peonías. El jardín está encerrado en un lado con una pared de hormigón. En un momento dado, el muro tenía una pasarela en voladizo que permite a los visitantes una vista aérea del jardín. Debido a la edad y el deterioro de la pared, la pasarela se eliminó en la década de 1980.

### Jardín del laberinto chino

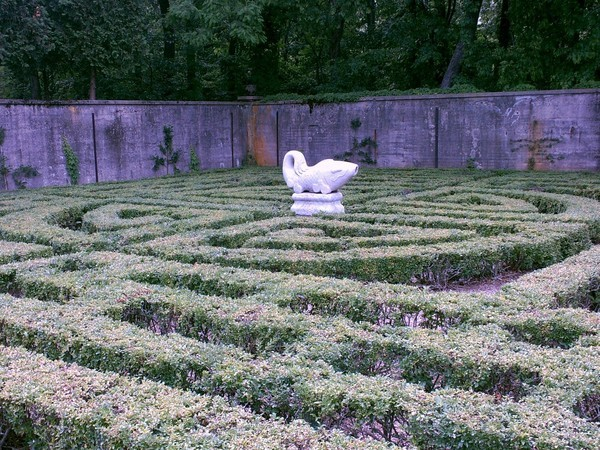
Jardín del laberinto chino.

El jardín del laberinto chino presenta de características a arbustos recortados en un modelo oriental, lo que sugiere un laberinto. Dos estatuas de grandes peces situadas en el centro de cada extremo del laberinto. Dos torres permitían a los visitantes del jardín una vista aérea del laberinto. Desafortunadamente, las torres ya no están en pie.

### Jardín oculto
Situado al lado de la pradera, el jardín oculto se caracteriza por sus cultivos de plantas anuales y una estatua de sátiro en un extremo

### Jardín hundido
El jardín hundido cuenta con un gran espacio abierto cubierto de hierba hundido por debajo del nivel del suelo habitual, rodeado de murallas y torres con cuatro puertas. Encima de las puertas de entrada hay estatuas doradas de peces guardines, ambas puerta y los peces se añadieron en 1925.

## Equipamientos

### Casa de los Budas Dorados

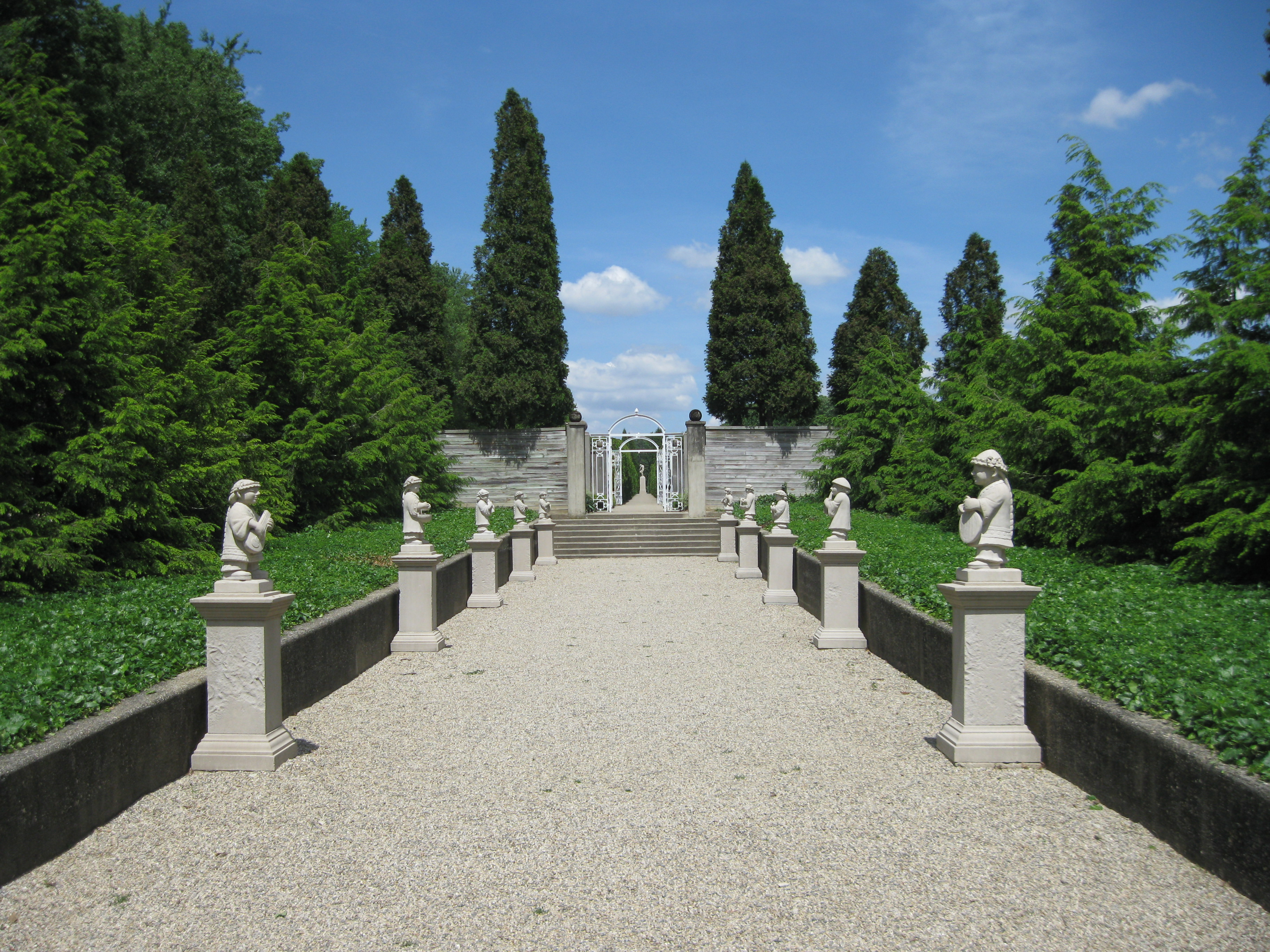
Avenida de los músicos chinos.

Caracterizada por sus estatuas de Buda doradas, esta estructura es una locura de dos pisos, en donde el piso superior es una cubierta de observación para el "Jardín del león de Fu". Esta estructura se refiere a veces como la "Fu Dog Tower". En verano de 2008 se hicieron reparaciones a la torre, incluyendo la restauración de la cubierta, y la eliminación de las puertas francesas, que no eran originales.

### Avenida de los Músicos Chinos
Conectando el jardín del laberinto al Jardín Hundido, la Avenida de Músicos Chinos cuenta con una docena de estatuas que representan a diversos instrumentos tales como la flauta, tambor, y los instrumentos de cuerda. En 1912, este espacio fue originalmente solo una avenida bordeada de árboles. En 1977, las estatuas fueron trasladados desde otro jardín a esta área actual.

### El cantor al sol

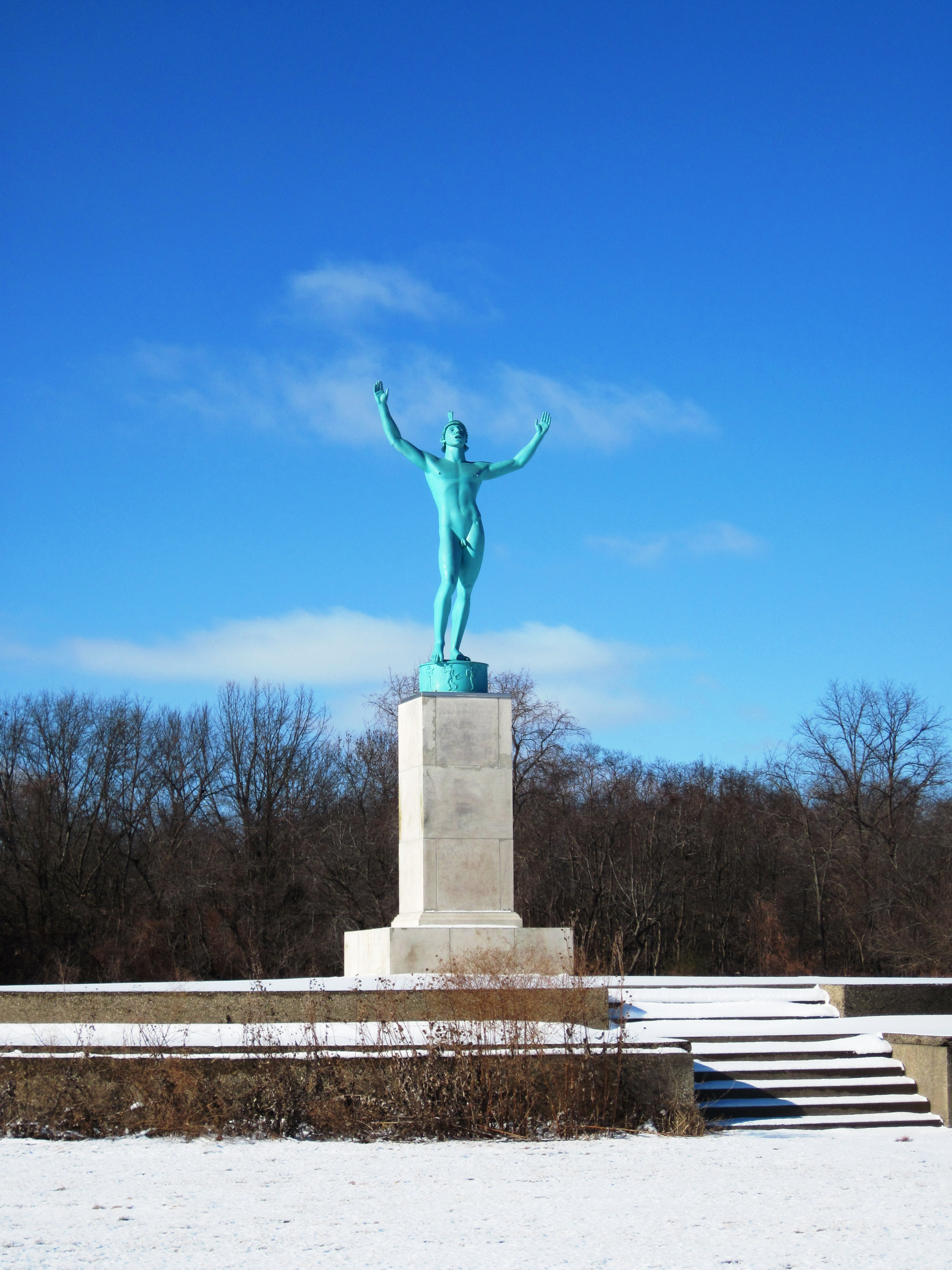
El cantor al sol

El paseo de la escultura concluye en el The Sun Singer, una escultura de estilo Streamline moderne en bronce obra de Carl Milles en 1929, es una de las más de 100 esculturas existentes en los terrenos de los jardines. La restauración de The Sun Singer costó $39,000 y se realizó entre junio y julio de 2007 para eliminar los grafiti vandálicos y restaurar la patina de la escultura de 16 pies (5 m), 2300 lb (1000 kg).

### Muerte del último Centauro
Ubicado en el bosque más allá de los jardines formales, esta estatua es de bronce y tiene una escena alegórica de la muerte de Paganismo.

### Estaque de Reflejo
El estanque fue diseñado para simular el reflejo de Ham House (uno de los modelos de Allerton House) en el río Támesis. El estanque está alimentado por una fuente natural del terreno. Un muro de contención y aliviadero permite al agua escurrir hacia el río Sangamon.

## Edificios
El parque Robert Allerton contiene tres residencias, así como una serie de estructuras de servicios públicos tales como graneros y los invernaderos

### Allerton House (The Farms)
La sección del parque al norte del río Sangamon incluye la casa señorial Allerton, The Farms de 40 habitaciones (30.000 pies cuadrados).
La construcción de la casa comenzó el 13 de junio de 1899, y terminó un año más tarde, en 1900, a un costo de aproximadamente $ 50.000. Ajustado a la inflación, la casa tendría un costo aproximado de $ 1,3 millones de dólares de 2011. Para el otoño de 1900, aunque los interiores no se cumplieron totalmente, Robert Allerton se mudó a su nueva casa. La construcción de las estructuras de soporte: los establos, invernadero, casa de la puerta de entrada y jardín vallado, siguieron más tarde en los dos siguientes años.
El estilo es georgiano Revival, influenciado por el trabajo realizado en la oficina de McKim, Mead y White. El arquitecto, John Borie, fue influenciado probablemente por las casas inglesas de campo del siglo XVII tal como Ham House. Borie y Allerton estudiaron conjuntamente muchos ejemplos de casas inglesas y jardines antes de decidir sobre la arquitectura y el diseño de Allerton House y los jardines de los alrededores. Al igual que muchas casas de campo inglesas, la entrada principal está en el lado de la casa en lugar de la parte delantera, con el fin de ofrecer una mayor privacidad a los que entran y salen de la casa
Los materiales exteriores utilizados para la casa eran ladrillos holandeses (bonos flamencos) y piedra caliza de Indiana. El contratista general era de Chicago, William Mavor.
Hoy en día la casa se utiliza como un centro de conferencias y retiro, así como una sala de recepción para bodas.

#### Habitaciones de la finca
La casa tiene 5 Salones de Aparato principales, todos ellos situados en la planta baja: the Gallery (la Galería), the Library (la Biblioteca), the Butternut Room (la Sala de Butternut), the Pine Room (la Sala de pino), y the Oak room (la habitación de roble). El propósito y los nombres de algunas de estas habitaciones han cambiado a lo largo del siglo desde que la casa fue construida. Con excepción de la Galería, todas estas habitaciones tienen techos de 10 pies. Todas las habitaciones de la finca cuentan con una chimenea, y por lo menos tres ventanas, y un piso de madera con dibujos "espina de pescado".
- The Gallery (La Galería)The Gallery

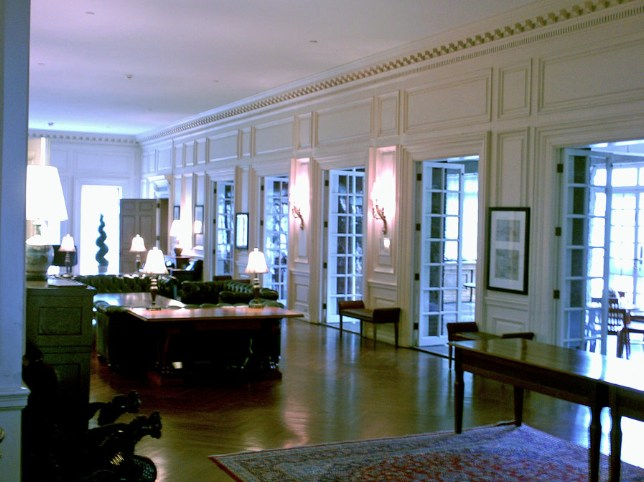
The Gallery

La Galería se extiende por toda la longitud de la casa principal (con excepción de ala de los criados) y es de aproximadamente 90 pies de largo con unos 12 pies de altura del techo. Cuenta con una gran chimenea de mármol, paneles de pino blanco pintado, y Dentellón de moldura de Corona. En el extremo oeste de la galería está la gran escalera que conduce al segundo piso. La ampliación de la Galería es el ala de los criados, solárium, y el resto de las habitaciones de la finca. Por encima de la chimenea cuelga una foto de Samuel Allerton, el padre de Robert
Aunque toda la obra fina que una vez existió en la Galería ha desaparecido hace tiempo, las paredes actualmente están decoradas con dibujos arquitectónicos centenarios originales de la casa.
Algunas de las esculturas en el "Robert Allerton Park".

Detalles
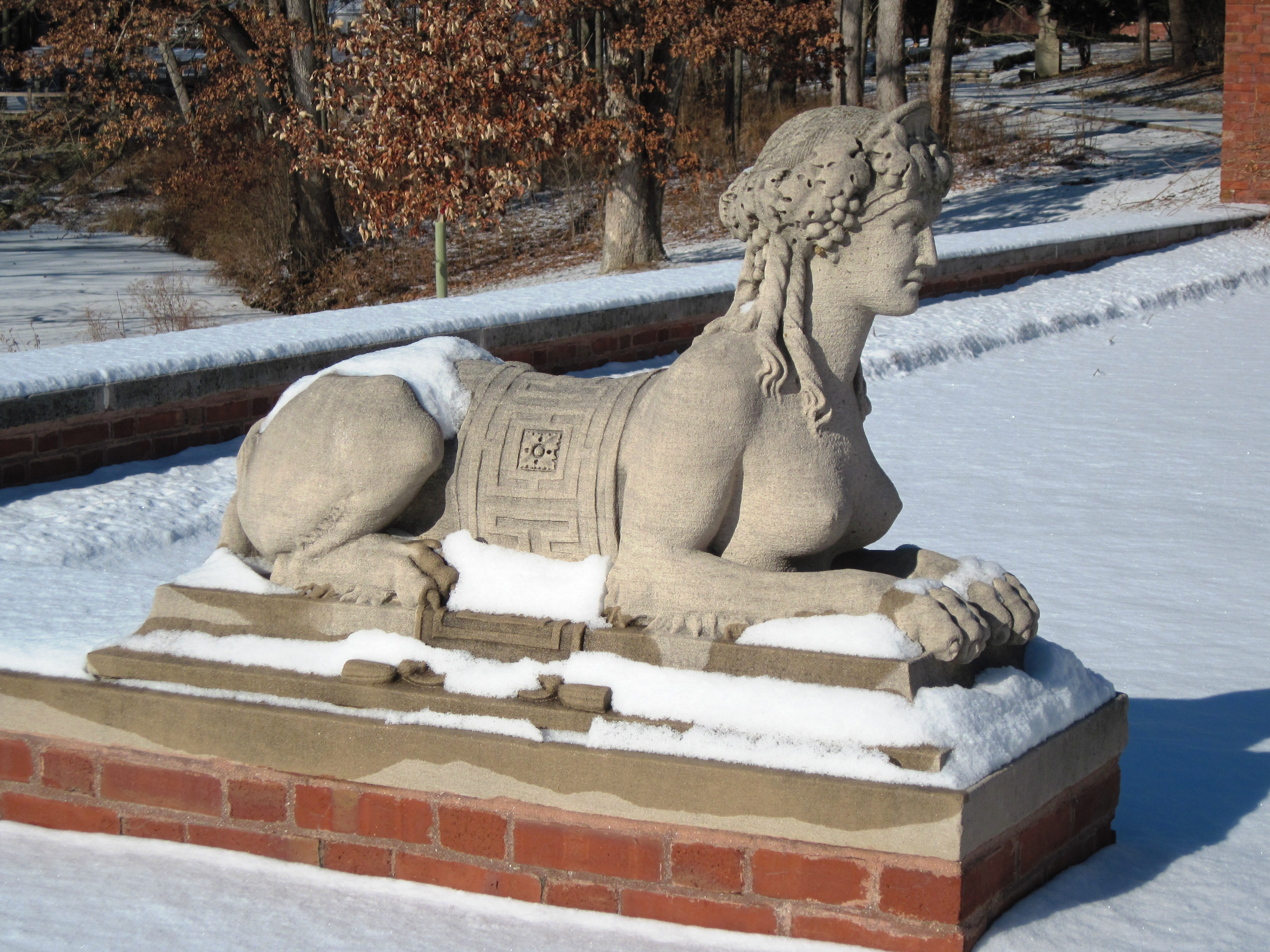
Esfinge guardiana.
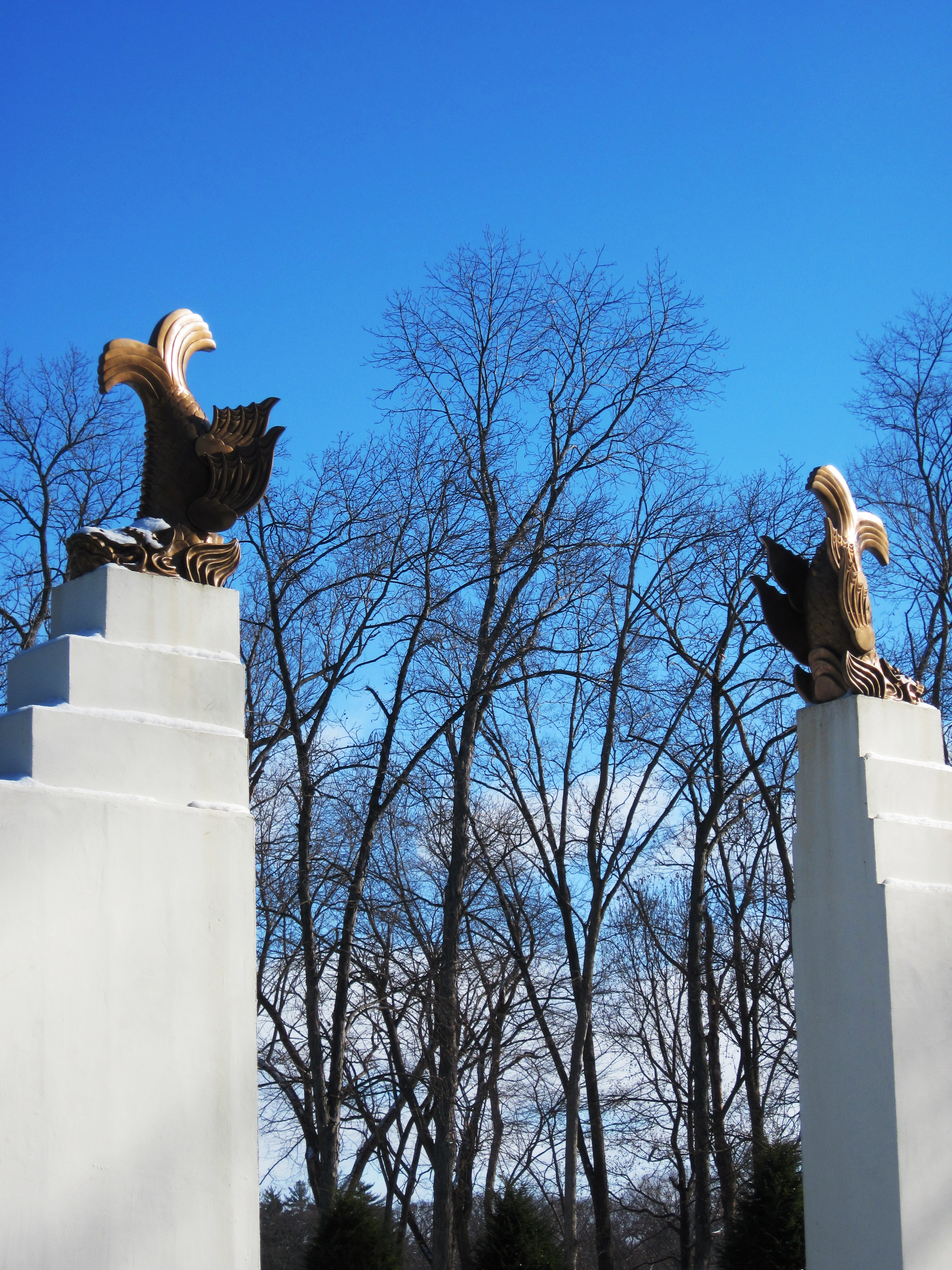
Figuras de la puerta de entrada.
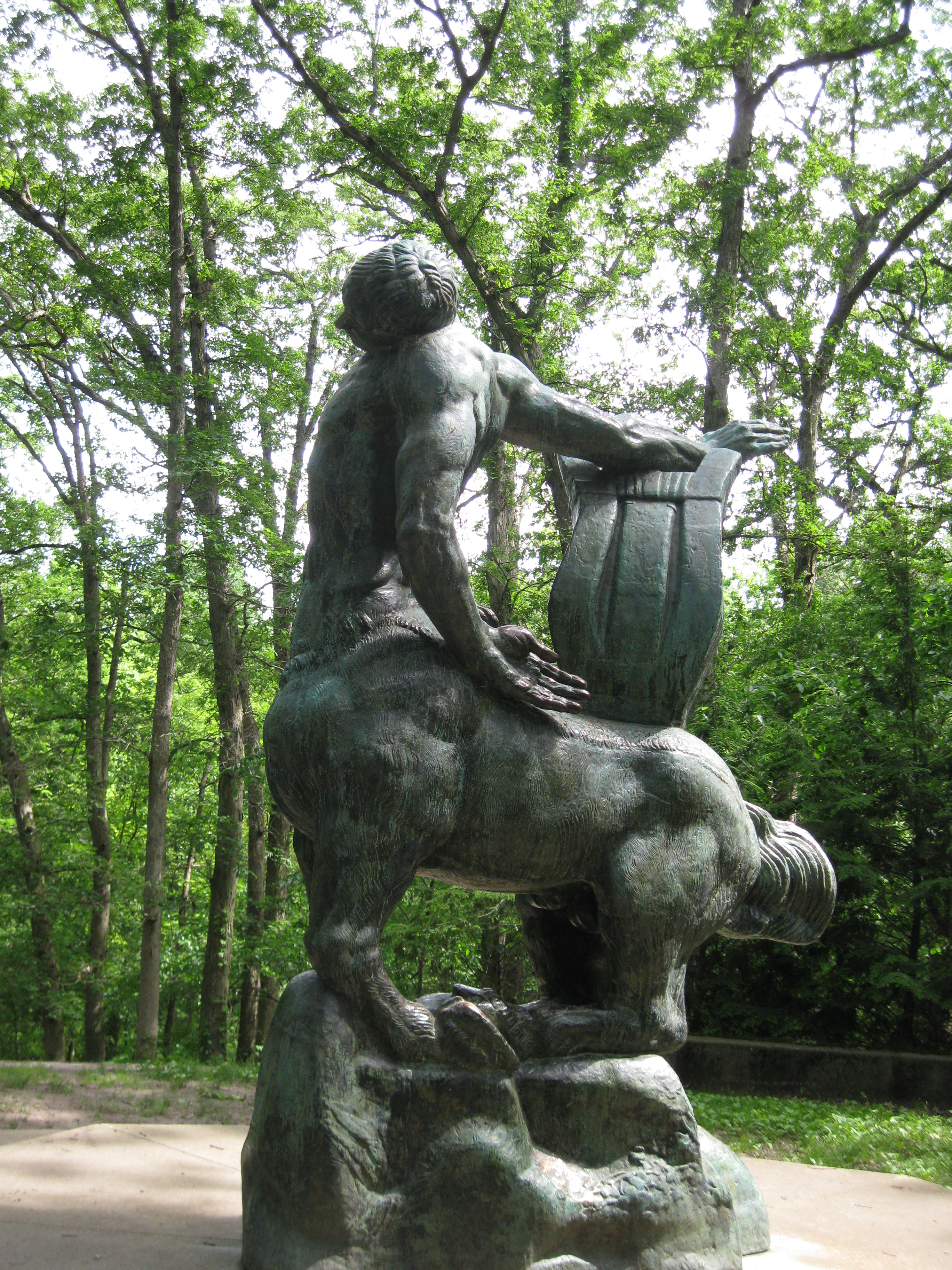
Muerte del último centauro.
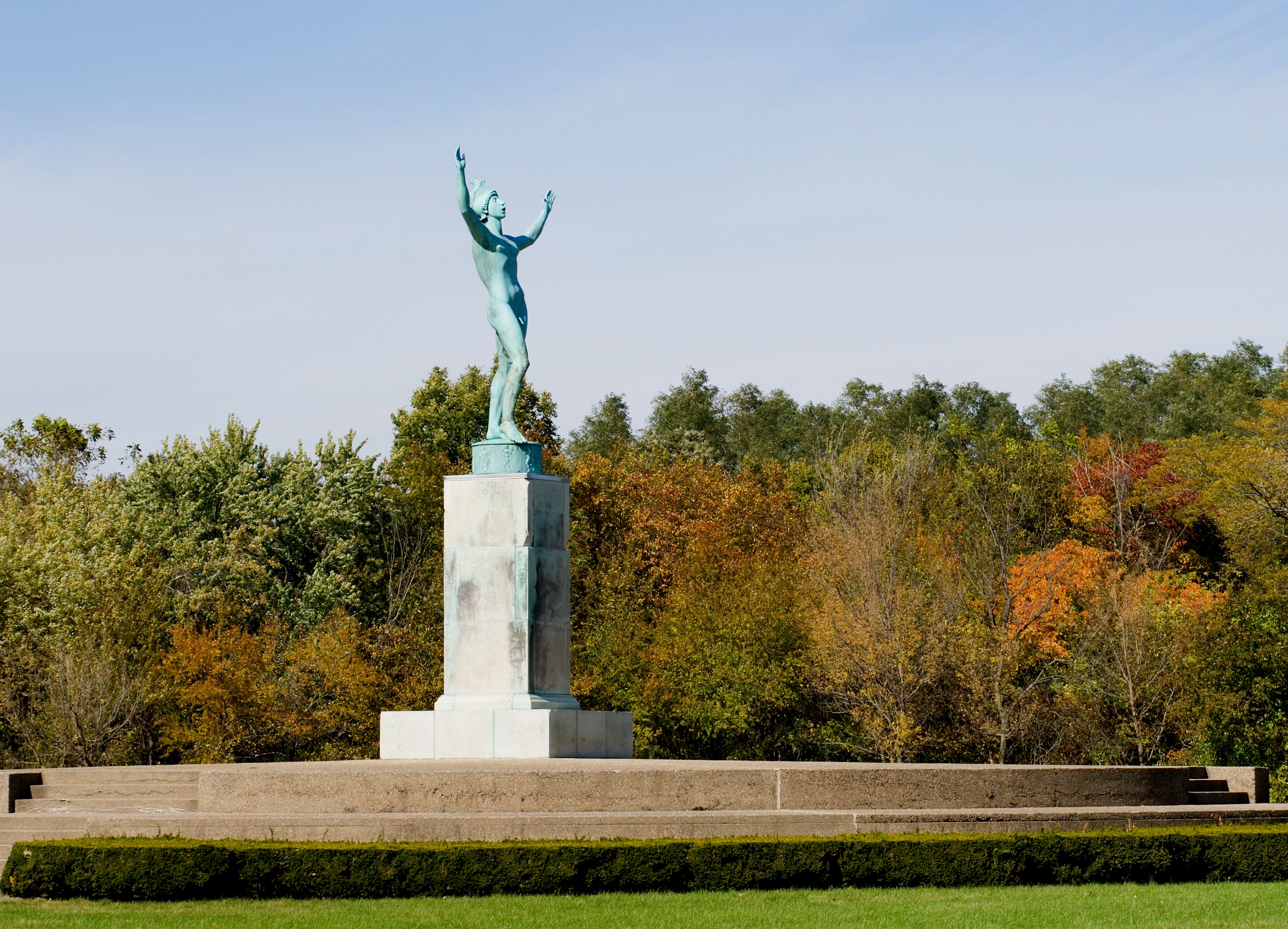
El cantor al sol.